# Le Chanteur inconnu (film, 1947)
Pour les articles homonymes, voir Le Chanteur inconnu.
Pour plus de détails, voir Fiche technique et Distribution.
Le Chanteur inconnu est un film français réalisé par André Cayatte, sorti en 1947.

## Fiche technique
- Titre : Le Chanteur inconnu
- Réalisation : André Cayatte
- Scénario : Henri Diamant-Berger, Louis Chavance et André Tabet
- Dialogues : André Tabet
- Décors : Léon Barsacq et Robert-Jules Garnier
- Photographie : André Thomas
- Montage : Christian Gaudin
- Son : Pierre Calvet
- Musique : Raymond Legrand
  - Lyriques : Allan Roberts, Davis Fisher et Jacques Larue
- Direction de production : Grégoire Geftman
- Pays d'origine :  France
- Format :  Noir et blanc - 1,37:1 - 35 mm - Son mono
- Genre : Film dramatique
- Durée : 95 minutes
- Dates de sortie :
  - France : 25 septembre 1947
- Numéro de visa : 4764
- Affiches : Claire Finel, Guy-Gérard Noël, Pierre Pigeot (France)

## Distribution
- Tino Rossi : Julien Mortal
- Maria Mauban :  Renée
- Raymond Bussières : Fernand
- Lilia Vetti : Louise
- Lucien Nat : Max
- Charles Dechamps : le directeur de la radio
- Jacqueline Dumonceau : la journaliste
- Enrico Braga : l'aubergiste
- Espanita Cortez : la danseuse
- Madeleine Suffel : la bonne
- Pierre Labry : le machiniste
- Marcelle Rexiane : la tante
- Gustave Gallet : le directeur de l'opéra
- Suzanne Guémard : une dame
- Marcel Carpentier : "la basse"
- Albert Duvaleix : le marchand de disques (sous le nom de "Jean Duvaleix")
- Ray Postiaux : une vendeuse
- Lucien Callamand le régisseur
- Jean-Marc Tennberg
- Marie Guilhène